# Bernard Nguene
Bernard Nguene, né le 4 août 2006, est un footballeur camerounais qui évolue au poste d'avant-centre à l'OGC Nice.

## Biographie

### Carrière en club
Bernard Nguene est formé par aux Brasseries du Cameroun, où il s'illustre en tournoi de jeunes,,, avant de rejoindre à l'été 2024 l'OGC Nice en championnat de France,.
S'illustrant d'abord avec les moins de 19 ans, il joue son premier match avec l'équipe première du club le 17 janvier 2025, entrant en jeu lors d'une défaite 2-1 en championnat chez le LOSC de Bruno Genesio,,,.
En préparation de la saison 2025-2026, il s'illustre lors des matchs amicaux, s'imposant comme un membre de l'équipe première,,.
Le 6 août 2025, il joue son premier match de Ligue des champions, entrant en jeu lors du match de qualification contre le Benfica Lisbonne,.

### Carrière en sélection
Bernard Nguene est international camerounais junior avec l'équipe des moins de 20 ans,,.

## Statistiques
| Saison                | Club                  | Championnat           | Championnat | Championnat | Championnat | Coupe(s) nationale(s) | Coupe(s) nationale(s) | Coupe(s) nationale(s) | Compétition(s) continentale(s) | Compétition(s) continentale(s) | Compétition(s) continentale(s) | Compétition(s) continentale(s) | Total | Total | Total |
| Saison                | Club                  | Division              | M.          | B.          | P.d.        | M.                    | B.                    | P.d.                  | Comp.                          | M.                             | B.                             | P.d.                           | M.    | B.    | P.d.  |
| 2024-2025             | OGC Nice              | Ligue 1               | 1           | 0           | 0           | 0                     | 0                     | 0                     | C3                             | 0                              | 0                              | 0                              | 1     | 0     | 0     |
| 2025-2026             | OGC Nice              | Ligue 1               | 1           | 0           | 0           | -                     | -                     | -                     | C1                             | 2                              | 0                              | 0                              | 3     | 0     | 0     |
| Total sur la carrière | Total sur la carrière | Total sur la carrière | 2           | 0           | 0           | 0                     | 0                     | 0                     | -                              | 2                              | 0                              | 0                              | 4     | 0     | 0     |